# Rivista per ragazzi
Le riviste per ragazzi (in inglese teen magazine) sono riviste rivolte a un pubblico di adolescenti.
Di solito contengono gossip, notizie, consigli di moda e interviste e possono includere poster, autoadesivi, campioni di cosmetici o altri inserti.

## Storia
Negli Stati Uniti le riviste per ragazzi sono stati concepiti durante gli anni quaranta. Nel Regno Unito, Honey della Fleetway Publications è considerato come il capostipite delle riviste per adolescenti. Riviste simili sono state pubblicate in molti paesi del mondo, e godono di una vasta popolarità in Australia, America Latina, Europa e Asia. Seventeen Magazine ha iniziato la pubblicazione negli USA nel settembre 1944 ed è stata la prima rivista dedicata alle esigenze e ai gusti degli adolescenti.
Mentre alcune riviste per adolescenti si concentrano quasi esclusivamente sulla musica e sulle stelle del cinema, altre parlano maggiormente sullo stile di vita e sono praticamente versioni junior di riviste come Cosmopolitan o Cleo.
Esempi di riviste statunitense per adolescenti sono Seventeen e Teen Vogue; altre riviste non più pubblicate sono Sassy, YM, CosmoGirl, Teen e Teen People; esempio di rivista canadese è Faze.